# ثاديوس بي. هيرد
ثاديوس بي. هيرد (بالإنجليزية: Thaddeus B. Hurd)‏ هو مؤرخ أمريكي، ولد في 3 أكتوبر 1903 في كلايد في الولايات المتحدة، وتوفي في 12 مارس 1989 في توليدو في الولايات المتحدة.